# Charaxes cacuthis
Charaxes cacuthis är en fjärilsart som beskrevs av William Chapman Hewitson 1863. Charaxes cacuthis ingår i släktet Charaxes och familjen praktfjärilar. Inga underarter finns listade i Catalogue of Life.